# BREAK (宮野真守のアルバム)
『BREAK』（ブレイク）は、宮野真守の1枚目のオリジナルアルバム。2009年3月11日にキングレコードから発売された。

## 概要
宮野初のオリジナルアルバムで、初回限定盤には「Discovery」、「…君へ」、「BE」のPVを収録したDVDが付属されている。また、コナミデジタルエンタテインメントからリリースされた、テレビアニメ『鋼鉄三国志』エンディングテーマ「久遠」とそのカップリングの「いつか」も収録されている。

## 批評
CDジャーナルは、「クールでイケメンな役者だけあって、そのイメージを活かした繊細でちょっとアダルトな、でも親しみやすさも伝えてくれるお洒落なポップ・ソング」と評した。 

## 収録曲
1. Break a road [3:22]
作詞：H.U.B、作曲：Red-T、編曲：前田和彦
2. Kiss×Kiss [4:59]
作詞：ucio、作曲・編曲：柘植敏道
3. Discovery [4:17]
作詞：田中秀典、作曲：野間康介、編曲：Jin Nakamura
  - PS2用ゲーム『ふしぎ遊戯 朱雀異聞』オープニングテーマ
4. BE [3:52]
作詞：川井聰、作曲・編曲：Jin Nakamura
5. nocturne [5:38]
作詞：野口圭、作曲：秋山誠司、編曲：末廣健一郎
  - ミュージカル『鋼鉄三国志 歌劇舞台〜深紅の魂よみがえりしとき〜』挿入歌
6. …君へ [5:47]
作詞：ucio、作曲・編曲：柘植敏道
7. いつか [4:06]
作詞：松井五郎、作曲・編曲：渡辺拓也
8. 卒業デイズ（feat. SMILY☆SPIKY） [4:35]
作詞・作曲・編曲：渡辺拓也
9. ぼくのキセキ [3:56]
作詞：鳥海雄介、作曲・編曲：市川淳
10. 久遠 [4:14]
作詞・作曲・編曲：Alchemy+
  - テレビ東京系アニメ「鋼鉄三国志」エンディングテーマ
11. Rain [4:02]
作詞：HAYATO・TAKA、作曲：KIKU、編曲：Anny-K
12. 会いに行くよ [4:29]
作詞・作曲：成本智美、編曲：江上浩太郎